# Nightmerica
Nightmerica is het debuutalbum en tevens enige studioalbum van de Amerikaanse punkband Love Equals Death. Het album werd uitgegeven op 21 maart 2006 via het platenlabel Fat Wreck Chords op cd en lp. De lp-versie van het album bevat een bonustrack, namelijk het nummer "Plastico Americana". Het is het laatste album at de band heeft laten uitgeven.

## Nummers
1. "Bombs Over Brooklyn" - 3:24
2. "When We Fall" - 2:38
3. "Lottery" - 3:40
4. "Sonora" - 3:36
5. "Black Rain" - 3:24
6. "V.O.C. (Voice of Change)" - 1:00
7. "The Broadcast" - 2:44
8. "Numb" - 1:54
9. "Pray For Me" - 2:23
10. "Caught in a Trap" - 2:30
11. "Plastico Americana" (bonustrack)
12. "Truth Has Failed" - 3:25

## Band
- Chon Travis - zang
- Duffs - gitaar, achtergrondzang
- Dominic Davi - basgitaar, achtergrondzang
- Tonio Garcia-Romero - drums, slagwerk